# Авдеев, Пётр Иванович
Пётр Ива́нович Авде́ев (1831—1877) — российский военный историк; полковник Русской императорской армии, советник войскового хозяйственного правления Оренбургского казачьего войска.

## Биография
Родился в 1831 году. Происходил из оренбургских казаков.
13 июня 1848 года произведён в офицеры Оренбургского казачьего войска. 11 октября 1866 года произведён в войсковые старшины, а уже 5 ноября 1867 года — в подполковники. Служил асессором войскового хозяйственного правления (ВХП) Оренбургского казачьего войска. В 1868 году назначен советником поземельно-строительного отделения войскового хозяйственного правления, в 1870 году — советником войскового хозяйственного правления. 26 февраля 1871 года произведён в полковники.
Как историк Пётр Иванович Авдеев известен прежде всего как автор «Исторической записки об Оренбургском казачьем войске», составленной в 1873 году и напечатанной в городе Оренбурге в 1904 году. Этот труд является первой по времени работой по истории Оренбургского казачьего войска и основан, главным образом, на тех данных, которые автору удалось собрать в войсковых архивах. Последним обстоятельством объясняются недостатки работы: неравномерная разработка всего рассматриваемого периода, местами большие пробелы и отсутствие широкого освещения событий в Оренбургском войске в связи с историческими событиями соответствующей эпохи. Но эта работа обладает и многими достоинствами, к которым прежде всего следует отнести основанное на документах описание постепенного развития Оренбургского казачьего войска, в особенности начиная с царствования Екатерины II.
Существуя до 1904 года лишь в рукописи, «Историческая записка об Оренбургском казачьем войске», тем не менее, послужила основанием для многих работ по истории Оренбургского казачества. Авдеев был в свое время горячим поборником прав и интересов оренбургских казаков. В память о нём одна из улиц Оренбургского посёлка (предместье Оренбурга) названа «Авдеевским переулком».
Пётр Иванович Авдеев умер в 1877 году.

## Награды
За время службы отмечен орденами:
- Святого Станислава 3-й степени (1863);
- Святой Анны 3-й степени (1868);
- Святого Станислава 2-й степени (1874);
- Святой Анны 2-й степени (1877);
- Святого Владимира 3-й степени.